# La Soledad, Calpulalpan
La Soledad är en ort i Mexiko.   Den ligger i kommunen Calpulalpan och delstaten Tlaxcala, i den sydöstra delen av landet, 50 km öster om huvudstaden Mexico City. La Soledad ligger 2 746 meter över havet och antalet invånare är 1 107.
Terrängen runt La Soledad är kuperad åt sydväst, men åt nordost är den platt. Runt La Soledad är det ganska tätbefolkat, med 185 invånare per kvadratkilometer. Närmaste större samhälle är Calpulalpan, 7,5 km nordost om La Soledad. Trakten runt La Soledad består till största delen av jordbruksmark.